# Karl Friedrich von Savigny
Pour les articles homonymes, voir Savigny.
Karl Friedrich von Savigny (né le 19 septembre 1814 à Berlin et mort le 11 février 1875 à Francfort-sur-le-Main) est un diplomate prussien et homme politique catholique. Il est un proche collègue de Bismarck à l’époque de l’unification des États allemands (1864-1871). Il contribue ensuite à la formation du Zentrum catholique.

## Biographie
Savigny est le fils de l'important juriste et homme d'État prussien Friedrich Carl von Savigny et de Kunigunde Brentano, sœur des écrivains bien connus Clemens Brentano et Elisabeth Brentano, qui se fait appeler Bettina von Arnim après son mariage.
Après des études de droit à Munich et Berlin, Savigny entre dans la fonction publique prussienne et fait la connaissance d'Otto von Bismarck en travaillant au conseil du district d'Aix-la-Chapelle. En 1840, il entre dans le service diplomatique prussien et travailla dans les légations de Dresde (1840), Lisbonne (1842), Cassel (1844) et La Haye (1845). Au cours de l'année révolutionnaire de 1848, Savigny sert dans des missions diplomatiques à Londres, Paris et Francfort.
En juin de la même année, Savigny devient véritable conseiller de légation et conférencier au département politique du ministère des Affaires étrangères et en novembre 1849, il travaille dans l'entourage immédiat du futur empereur Guillaume.

## Politique
Cela est suivi de 20 ans pendant lesquels il sert comme envoyé prussien dans diverses capitales allemandes et européennes. De 1849 à 1859 à Karlsruhe (de), puis jusqu'en 1862 à Dresde (de) et dans les autres duchés saxons et de 1862 à 1864 à Bruxelles (de).
En 1864, il devient envoyé de la Prusse auprès du Bundestag de la Confédération germanique à Francfort-sur-le-Main. Les guerres contre le Danemark et l'Autriche ont lieu pendant son mandat. Son activité prend fin à l'été 1866 : après la résolution fédérale du 14 juin (de) (contre la Prusse), Savigny déclare que cette résolution illégale dissout le gouvernement fédéral. Bien entendu, cela n’est reconnu par l’Autriche et les autres États de taille moyenne qu’après leur défaite dans la guerre austro-prussienne.
Après la victoire sur l'Autriche et ses alliés, Savigny est le représentant de Bismarck pour les négociations visant à créer la Confédération de l'Allemagne du Nord (de) et préside par la suite une conférence intergouvernementale qui rédige la constitution de la Confédération de l'Allemagne du Nord. Savigny développe l'un des modèles.
Bismarck a initialement conçu la fonction de chancelier fédéral (de) comme un rôle plus exécutif, comparable à celui de l'envoyé présidentiel au sein de l'ancien Bundestag. Il a choisi Savigny pour ce poste. Cependant, lorsque le Reichstag constituant (de) adopte la loi Bennigsen, faisant du chancelier l'exécutif fédéral, Bismarck lui-même reprend cette fonction. Savigny prend ensuite une retraite temporaire en 1868 et, après un bref passage pendant la guerre franco-prussienne, quitte finalement la fonction publique en 1871.
Savigny est député du Reichstag d'Allemagne du Nord pour les conservateurs libres depuis 1867. Il est député de la Chambre des représentants de Prusse en 1867 et 1868 puis de 1870 à 1875.
De 1871 jusqu'à sa mort, von Savigny représente la 3e circonscription du district de Coblence (Coblence (de)–Saint-Goar (de)) au Reichstag pour le Zentrum. Là, il fait campagne pour l'hégémonie de la Prusse en Empire allemand ainsi que pour les intérêts de la population catholique du nouveau Reich. Il joue un rôle clé dans la fondation du Zentrum, dont il devient chef du groupe parlementaire au Reichstag et à la Chambre des représentants de Prusse. Le nom « Zentrum » proposé par Savigny vise à faciliter l'adhésion des protestants à la nouvelle faction.
Avec Ludwig Windthorst, les frères Peter et August Reichensperger et Hermann von Mallinckrodt, il est l'une des personnes les plus importantes de la première phase du Zentrum. En tant que chef de groupe parlementaire, il joue un rôle clé dans l'équilibre des différentes positions au sein du Zentrum.

## Famille
Il se marie avec Freda Sophie Karoline Marie (née von Arnim-Boitzenburg) (1831-1906), fille du ministre de l'Intérieur Adolf Heinrich von Arnim-Boitzenburg (1803-1868), à Boitzenburg en 1853. Le couple a quatre fils et cinq filles dont :
- Leo (de) (1863-1910), professeur de droit constitutionnel, administratif, international et canonique à Marbourg et Münster marié avec la baronne Maria von Amelunxen (de) (1882-1957)
- Karl (1855-1928), député de la Chambre des représentants de Prusse et du Reichstag marié avec la baronne Maria von Amelunxen (1882-1957)
- Adolf (1857-1920), stagiaire à la cour prussienne
- Elisabeth (1856-1902) marié avec le baron Rudolf von Buol-Berenberg (de) (1842-1902)
- Maria Freda (1859-1890), sœur de la charité de Saint Charles Borromée à Osnabrück
- Frédéric (1861-1891)
- Hélène (1864-1908), religieuse du Sacré-Cœur de Jésus (de), supérieure à Graz
- Hedwige (1867-1898), religieuse du Sacré-Cœur de Jésus
- Josepha (1874-1945) mariée avec le baron Adolf von Schönberg (1864-1927), fidéicommis à Niederzwörnitz